# La Lande-d'Airou
La Lande-d'Airou è un comune francese di 520 abitanti situato nel dipartimento della Manica nella regione della Normandia. Fa parte del cantone di Villedieu-les-Poêles e della comunità dei comuni del cantone, istituita nel 1993.
Vi si trova la chiesa di Saint-Martin, del XV secolo.

## Società

### Evoluzione demografica
Abitanti censiti